# Phillips Talbot

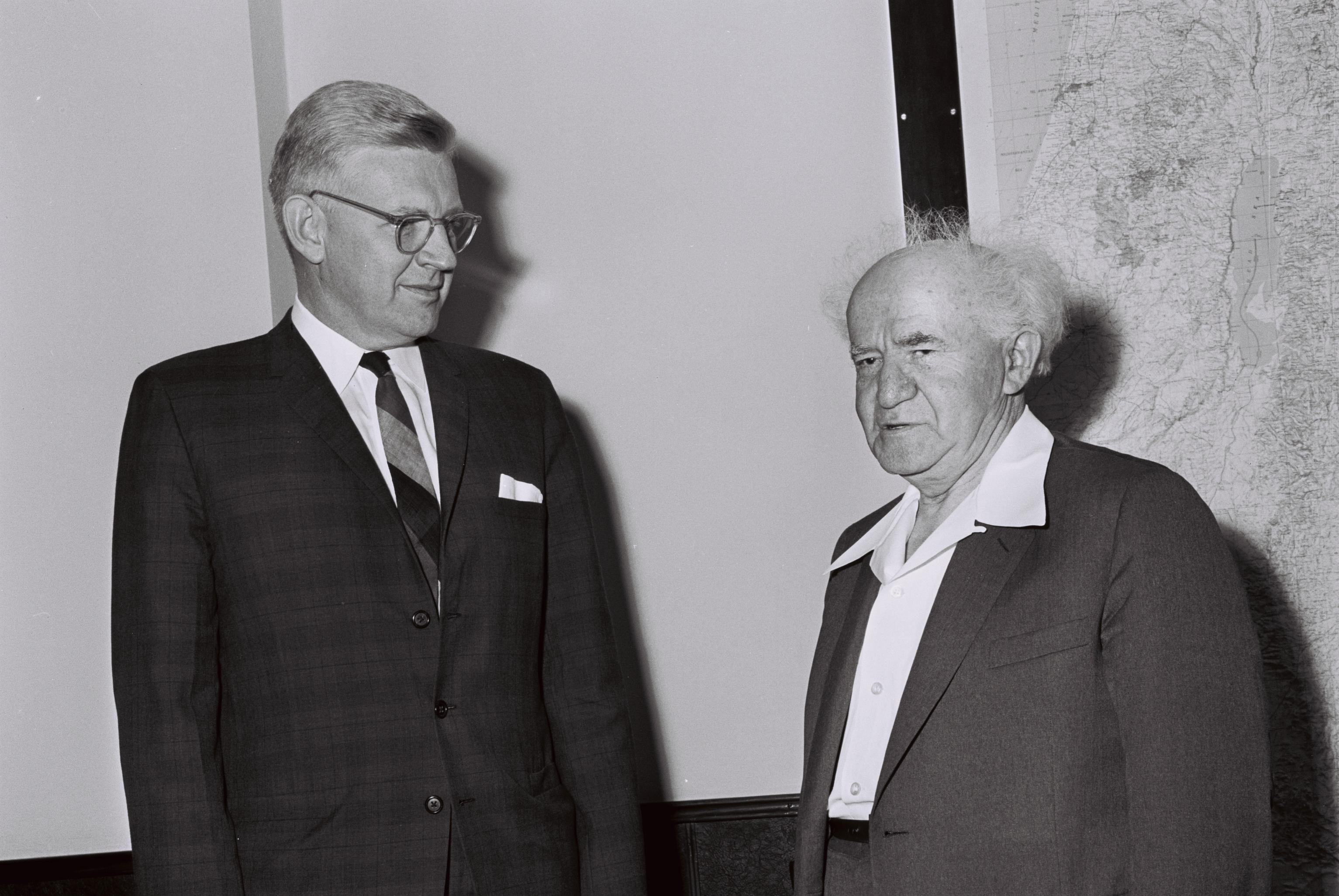
Phillips Talbot (links), bei einem Treffen mit Israels Premierminister David Ben Gurion in Jerusalem (1961)

William Phillips Talbot (* 7. Juni 1915 in Pittsburgh, Pennsylvania; † 1. Oktober 2010 in Manhattan, New York City) war ein US-amerikanischer Journalist, Diplomat und Assistant Secretary of State.

## Biografie

### Studium und Arbeit als Journalist
Nach dem Besuch von Schulen in Wisconsin und Illinois studierte er an der Journalistik und Politikwissenschaft an der University of Illinois und schloss diese Studien 1936 jeweils mit einem Bachelor of Arts (B.A. Journalism und B.A. Political Science) ab. Anschließend wurde er Fellow für Journalismus am Institute of Current World Affairs und wurde von diesem 1938 für weitere Studien an der renommierten School of Oriental Studies der University of London entsandt, ehe er anschließend Südasien bereiste. Im Rahmen dieses Fellowship schrieb er Ende der 1930er an den Direktor des Institutes of Oriental Studies, Walter Rogers, eine Reihe von Berichten über seine Erfahrungen in Südasien.
Während des Zweiten Weltkrieges diente er als Mitarbeiter beim Marinenachrichtendienst (Office of Naval Intelligence) auf dem Kriegsschauplatz in China, Burma und Indien. Zuletzt wurde er 1946 zum Lieutenant Commander befördert.
Talbots Interesse für auswärtige Angelegenheiten begann Ende der 1930er und Mitte der 1940er Jahre während seiner Reisen durch Südasien im Rahmen seiner journalistischen Tätigkeit. Dabei führte er Gespräche mit Politikern und geistlichen Führern, die eine ausschlaggebende Rolle in der Entwicklung Indiens und Pakistans spielten. Dabei verfasste er auch Berichte für die Tageszeitung The Chicago Daily News, die ihn schließlich als Auslandskorrespondenten einstellte.
Er wanderte neben Mahatma Gandhi über die Felder des Distrikts Noakhali im Winter 1947 kurz nach der Ermordung Hunderter Hindus durch aufgebrachte Massen von Moslems. Dabei interviewte er Gandhi wenige Wochen, bevor der Pazifist am 30. Januar 1948 von dem nationalistischen Hindu Nathuram Godse ermordet wurde. Später beschrieb er seinen Eindruck über den Marsch des im Winter barfußlaufenden Gandhi mit folgenden Worten:
„Der Marsch Gandhis ist ein erstaunlicher Anblick. Mit einem Stab in seiner Hand und der anderen auf der Schulter seiner Enkeltochter, nahm der alte Mann lebhaft die Führung sobald die Sonne über dem Horizont aufbrach.“ („The Gandhi march is an astonishing sight. With a staff in one hand and the other on his granddaughter's shoulder, the old man briskly takes the lead as the sun breaks over the horizon.“)
Talbot pflegte außerdem Beziehungen zu Muhammad Ali Jinnah, dem ersten Generalgouverneur Pakistans, und zu Jawaharlal Nehru, dem ersten Premierminister Indiens. Erleichtert wurde dies neben seinen Sprachkenntnissen in Urdu und Hindustani vor allem durch seine Studien der indischen Kultur an der Aligarh Muslim University.
Nach seiner Rückkehr in die USA war er von 1948 bis 1950 zunächst Dozent an der University of Chicago und anschließend 1951 an der Columbia University. Zwischen 1951 und 1961 verbrachte er längere Zeit in Südasien als Exekutivdirektor der Vertretung der Amerikanischen Universitäten (American Universities Field Staff), einem Austauschprogramm zur Entsendung von Gelehrten zwecks Abhaltung von Vorlesungen über ausländische Staaten an US-Universitäten. 1954 erwarb er einen Doktortitel im Fach Internationale Beziehungen an der University of Chicago.
1958 verfasste er zusammen mit dem indischen Gelehrten S.L. Poplai das in Fachkreisen vielbeachtete Buch India and America: A Study of Their Relations. In seiner Rezension in der New York Times führte der damaligen Indien-Korrespondent der Zeitung, A. H. Rosenthal, aus:
„(Talbot) hat eine weite und tiefe Kenntnis indischer Angelegenheiten und eine Geduld, die ihn nicht in eine der zwei Gräben plumpsen lassen, die Amerikaner in Indien erwartet - Herbheit und Verblendung und dass Talbots Arbeit als ein gedankenvolles Buch, gründlich und gewissenhaft, gemacht wurde.“ („Dr. Talbot had a wide and deep knowledge of Indian affairs and a patience that keeps him flopping into either of two ditches that await Americans in India - sourness and infatuation. Dr. Talbot's work made for a thoughtful book, thorough and painstaking.“)

### Assistant Secretary of State und Botschafter
Als einer der führenden Experten zu Indien und Pakistan wurde er 1961 von US-Präsident John F. Kennedy zum Assistenten des Außenministers der Vereinigten Staaten für Angelegenheiten des Nahen Ostens und Südasien (Assistant US Secretary of State) ernannt.
Dazu führte der frühere US-Botschafter in Bangladesch und Professor für Internationale Beziehungen an der Georgetown University, Howard B. Schaffer, in einem Interview aus, dass Talbot nützliche akademische und praktische Kenntnisse über Südasien in das Außenministerium der Vereinigten Staaten einbrachte. Dazu sagte Schaffer:
„Seine Stimme war die von Sorgfalt und Begründung. Anders als so viele andere Menschen, die sich mit Indien und Pakistan zu der Zeit beschäftigten, erkannte Phil Talbot an, dass die USA unvoreingenommen handeln sollte. Es war ihm wichtig die leicht erregbaren Botschafter (in dieser Region) zu beruhigen, die dazu tendierten die Ansichten der Länder anzunehmen, in denen sie stationiert waren.“ („His was a voice of carefulness and reason. Unlike so many people who dealt with India and Pakistan at that time, Phil Talbot recognized that the U.S. had to be evenhanded. It was important for him to try to calm down the excitable ambassadors [in the region] who tended to take the views of the countries where they were stationed.“)
Als anerkannter Gelehrter und Berater in den Beziehungen zu Südasien und dem Nahen Osten diente er zugleich Mitte der 1960er Jahre auch als persönlicher Gesandter von US-Präsident Lyndon B. Johnson während dessen Privattreffen mit dem ägyptischen Staatspräsidenten Gamal Abdel Nasser.
1965 wurde er zum Botschafter in Griechenland ernannt, einem zum damaligen Zeitpunkt wegen der aufwändigen, aus Marmor gebauten Botschaft und dem Mittelmeerklima begehrten Posten im State Department. Zum Ende seiner Amtszeit kam es am Morgen des 21. April 1967 zum sogenannten „Obristenputsch“ unter Oberst Georgios Papadopoulos und damit zum Beginn der griechischen Militärdiktatur, die das Land in den folgenden Jahren prägte. Talbot beharrte dabei unerbittlich darauf, dass die USA sich unparteiisch verhielt. Dabei setzte er sich auch für eine Normalisierung der Beziehungen zwischen den USA und der Militärjunta ein. Kurz vor Beendigung seiner Tätigkeit als Botschafter erklärte er in einem Interview 1969 mit der New York Times:
„Sie können versichert sein, dass es keine amerikanische Einmischung in oder vorherige Kenntnis der sich zu spitzenden Ereignisse gab von denjenigen, die in diesem Land in den letzten paar Jahren gelebt haben.“ („You may be assured that there has been no American involvement in or, in fact, prior knowledge of the climactic events that those residing in this country have lived through in the past couple of years“)
Zuletzt war er zwischen 1970 und 1980 Präsident der Asia Society, einer von John D. Rockefeller III gegründeten großen globalen Nichtregierungsorganisation zur Verbesserung der Beziehungen zwischen den asiatischen Staaten und den Vereinigten Staaten von Amerika. Danach war er viele Jahre Berater der Kashmir Study Group, einer Denkfabrik mit dem Schwerpunkt der Pflege des Friedens zwischen Indien und Pakistan sowie zur Begleitung der Kontrolle in der konfliktreichen Region Kaschmir.
2002 wurde ihm für seine langjährigen Bemühungen zur Stabilisierung der Beziehungen zwischen Indien und den USA von der indischen Regierung der Padma-Shri-Orden verliehen.
2007 veröffentlichte er seine Berichte und Reportagen über Indien und Pakistan in dem Buch An American Witness to India's Partition.